# 印度超級聯賽
印度超級聯賽（Indian Super League），加上贊助商的官方名為Hero印度超級聯賽，為印度的職業足球頂級聯賽，於2023-24賽季共有12支參賽球隊。

## 歷史
印超聯於2013年成立，起初由八支加盟球隊所組成，於10月-12月舉行聯賽，並由季後賽決定冠軍所屬。首屆印超聯賽事於2014年10月12日星期日舉行，並於同年12月20日完結。加爾各答體育會擊敗喀拉拉爆破手而取得首屆冠軍，而首屆聯賽入座率則是印度所有聯賽排名第四。
與主流聯賽不同，印超聯創建時沒有採用升降班制度，並在新人招募上使用选秀流程。資助該聯賽創立的企業IMG-Reliance亦曾表示，相較於印度板球超級聯賽，印超聯在創設時更多參考了美職聯的賽制。
2017年，印超聯的球隊數量擴充到十支。2022年為加入升降級系統前的最後一屆賽事，彼時已有11支球隊參與該聯賽。

## 參賽球隊
2023–24賽季，印度超級聯賽參賽隊伍共有 12 支。
| 中文名稱         | 英文名稱                | 所在城市     | 上季成績                 |
| ---------------- | ----------------------- | ------------ | ------------------------ |
| 孟買城           | Mumbai City FC          | 孟買         | 第 1 位                  |
| 海德拉巴         | Hyderabad FC            | 海德拉巴     | 第 2 位                  |
| 莫亨巴根超級巨人 | Mohun Bagan Super Giant | 加爾各答     | 第 3 位                  |
| 班加羅爾         | Bengaluru FC            | 班加羅爾     | 第 4 位                  |
| 喀拉拉爆破手     | Kerala Blasters FC      | 科契         | 第 5 位                  |
| 奧里薩           | Odisha FC               | 布巴內什瓦爾 | 第 6 位                  |
| 果阿邦           | FC Goa                  | 果阿         | 第 7 位                  |
| 清奈             | Chennaiyin FC           | 清奈         | 第 8 位                  |
| 東賓高           | SC East Bengal          | 加爾各答     | 第 9 位                  |
| 哲雪舖           | Jamshedpur FC           | 哲雪舖       | 第 10 位                 |
| 東北聯           | NorthEast United FC     | 古瓦哈提     | 第 11 位                 |
| 彭加邦           | Punjab FC               | 彭加邦       | 印度甲組足球聯賽 第 1 位 |

## 歷屆冠軍
截至2023-24年賽季結束為止，共有13支球隊參與過印度超級聯賽，其中六支球隊曾奪得季後賽總冠軍，四支球隊獲得過常規賽冠軍盾。ATK以三座季後賽冠軍保持著季後賽最成功球隊紀錄，而孟買城則以兩座常規賽冠軍盾成為常規賽最成功球隊，不過至今尚無球隊能成功衛冕冠軍頭銜。孟買城是唯一達成雙冠王成就的俱樂部，曾在2020-21年賽季同時包辦常規賽冠軍盾與季後賽冠軍盃。在2021-22賽季之前，季後賽冠軍被視為聯賽總冠軍，但自2022-23年賽季起，官方將「總冠軍」稱號改授予常規賽榜首球隊而非季後賽冠軍。
| 賽季    | 常規賽                | 季後賽               | 季後賽                  | 季後賽       |
| 賽季    | 聯賽盾冠軍 (冠軍次數) | ISL盃冠軍 (冠軍次數) | 比分                    | 亞軍         |
| ------- | --------------------- | -------------------- | ----------------------- | ------------ |
| 2014    | 不存在                | ATK                  | 1–0                     | 喀拉拉爆破手 |
| 2015    | 不存在                | 清奈                 | 3–2                     | 果阿邦       |
| 2016    | 不存在                | ATK (2)              | 1–1 (加時) (4–3 十二碼) | 喀拉拉爆破手 |
| 2017–18 | 不存在                | 清奈 (2)             | 3–2                     | 班加羅爾     |
| 2018–19 | 不存在                | 班加羅爾             | 1–0                     | 果阿邦       |
| 2019–20 | 果阿邦                | ATK (3)              | 3–1                     | 清奈         |
| 2020–21 | 孟買城                | 孟買城               | 2–1                     | 莫亨巴根     |
| 2021–22 | 哲雪舖                | 海德拉巴             | 1–1 (加時) (3–1 十二碼) | 喀拉拉爆破手 |
| 2022–23 | 孟買城 (2)            | 莫亨巴根             | 2–2 (加時) (4–3 十二碼) | 班加羅爾     |
| 2023–24 | 莫亨巴根              | 孟買城 (2)           | 3–1                     | 莫亨巴根     |
| 2024–25 |                       |                      |                         |              |

1. ↑  自2019-20賽季起，印度超級聯賽開始設立「常規賽冠軍盾」表彰常規賽榜首球隊。在此之前，聯賽總冠軍皆透過季後賽決出並頒授ISL冠軍盃。自該賽季起，聯賽實施雙軌榮譽制度——常規賽冠軍獲頒「ISL聯賽盾」，季後賽冠軍則榮膺「ISL冠軍盃」，兩項殊榮自此並行不悖。

## 外部連結
- 官方网站